# Rubus polyoplus
Rubus polyoplus är en rosväxtart som beskrevs av William Charles Richard Watson. Rubus polyoplus ingår i släktet rubusar, och familjen rosväxter. Inga underarter finns listade i Catalogue of Life.